# ذباب السرخس المنشاري
ذباب السرخس المنشاري أو عائلة بلاستيكوتوميدي (الاسم العلمي Blasticotomidae)، فصيلة حشرات من عديمات الخصر ورتبة غشائيات الأجنحة. أنواعها 9 ضمن 3 أجناس.